# Katchou
Katchou qui se traduit du chaoui le chêne (de son vrai nom Ali Nasri) est un chanteur algérien, né le 15 avril 1963 dans la wilaya de Batna et mort le 12 août 2009 a Aïn Touta.

## Biographie
Né le 15 avril 1963 dans la daïra d'El Madher, dans une famille appartenant à la tribu des Ouled Chelih, une tribu Chaoui de la wilaya de Batna. Katchou fera ses premiers pas dans la chanson en reprenant des œuvres de Aïssa Djermouni comme Metoussa. Dans les années 1980, il commence sa carrière avec son tube Agoujil (l'orphelin) au sein de la troupe Faziri. En 1987, il sort son premier tube solo Babor irouh, sera suivi de Nouara. Katchou est monté sur scène dans plusieurs festivals en Algérie et à l'étranger où il a été l'un des représentants de la musique chaoui, il a chanté dans la salle parisienne de l'Olympia en suivant les pas du grand de la chanson chaoui Aïssa Djermouni. Il a lancé un projet de tourisme environnemental de concert avec le parc national de Belezma,.

### Mort
le 12 août 2009 vers 18h 30, le chanteur a été victime d’un accident de la circulation routière, son Renault Scénic est entré en collision avec un camion de gros tonnage. Cet accident est survenu dans la route qui allait de Ain Touta vers Batna (RN 3). Il a été transporté à l'hôpital de Ain Touta, où il est mort à cause d'une hémorragie au niveau de la tête et des membres inférieurs.
Le 14 août 2009, il a été transporté dans la matinée vers sa maison à la cité Kéchida de Batna, pour être ensuite enterré après midi au cimetière du Hamla, situé à 15 km à l'ouest de la ville de Batna en la présence d'une grande foule. Aux côtés de ses proches ont été présentes de nombreuses personnalités ; parmi elles, il y avait des artistes locaux et nationaux, Abdelkader Ouali l'ex wali de Batna, les autorités locales civiles et militaires, le directeur de l'Office national pour la culture et l'information, et même le secrétaire général du ministère de l'Intérieur et des Collectivités Locales Mahmoud Khoudri, mais aussi 5 000 fans venus des wilayas de Biskra, Khenchela et Oum El Bouaghi,,.

### Projets non réalisés
Katchou avait des projets, qu'il n'a pas pu réaliser. En août, il a prévu de chanter son dernier album dans le Festival Arabe de Djemila, il a aussi prévu une opérette sur la vie du colonel Hadj Lakhdar.

## Discographie
Katchou a composé 14 albums:
- Ammine A Nouara
- Ana Wach Edani
- Hey demi demi
- 1987 : Agoudjil
- 1991 : Hadda lala
- 1993 : Mettoussa
- 1995 : Ahna Chaouia

## Décorations
- Achir de l'ordre du Mérite national d'Algérie.